# Slots-A-Fun Casino
Slots-A-Fun Casino – jedno z najmniejszych kasyn położonych przy bulwarze Las Vegas Strip w Paradise, w stanie Nevada. Stanowi własność korporacji MGM Resorts International, a zarazem część Circus Circus. 
Slots-A-Fun oferuje jedne z najniższych zakładów minimalnych w grach stołowych ze wszystkich kasyn przy Strip. W 2008 roku, w przypadku gry w kości najniższa stawka wynosiła 2 dolary, natomiast w przypadku blackjacka był to zaledwie 1 dolar.

## Historia
W latach 70. właścicielem kasyna pozostawał Carl Thomas, łączony z Civellimi – rodziną mafijną z Kansas City. Tłumaczy to fakt, iż w tamtym okresie mafie kontrolowały i operowały wieloma kasynami w Las Vegas. Thomas pomagał w opracowaniu planu przechwytu pieniędzy z kasyna przez mafię, przez co został aresztowany i skazany za swój udział w precederze.
Przez wiele lat Slots-A-Fun znane było z tego, że każdy poranny gracz otrzymywał w prezencie świeży popcorn. Jednak ostatecznie kasyno zrezygnowało z tego rodzaju promocji.
1 lipca 2009 roku rozpoczęły się procesy wcielania Slots-A-Fun do kompleksu Circus Circus. Obecnie kasyno jest jego częścią, jednak posiada niezależny zarząd.